# Diocèse de Viseu

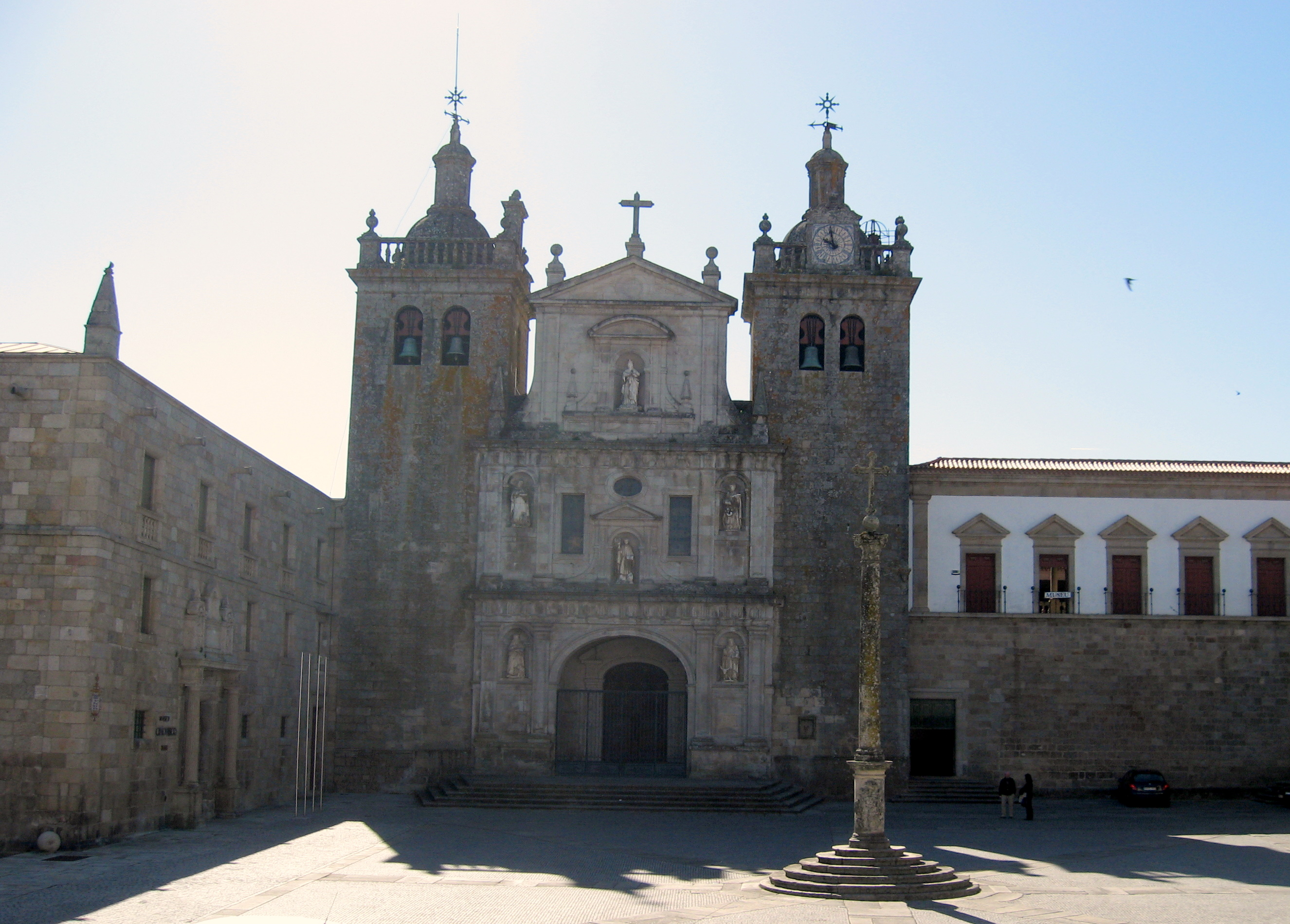
Cathédrale de Viseu

Le diocèse de Viseu (Dioecesis Visensis)  est une circonscription ecclésiastique de l'Église catholique au Portugal. Son siège se situe dans la ville de Viseu. Créé au VIe siècle, le diocèse est initialement suffragant de l'ancien archevêché de Mérida (Emeritensis Augustanus) à l'époque en Lusitanie, intégré depuis dans l’archevêché de Mérida-Badajoz   en Estrémadure. Depuis 1119  il est suffragant de l'archidiocèse de Braga.